# Steve Anderhub
Stefan «Steve» Anderhub (* 12. Juli 1970 in Luzern) ist ein Schweizer Bobsportler und Nationalturner, welcher als Anschieber tätig war. Er nahm für die Schweiz 1998 und 2002 an den Olympischen Winterspielen teil und gewann gemeinsam mit Christian Reich 2002 die Silbermedaille.

## Karriere

### Bobsport
Als Anschieber von Christian Reich nahm Steve Anderhub an den Olympischen Winterspielen 1998 in Nagano teil. Während er im Zweierbob nicht eingesetzt wurde, bildete er gemeinsam mit Thomas Handschin und Cédric Grand das Anschieber-Team von Christian Reich. Als Team «Schweiz II» belegten sie den siebten Platz.
Im Jahr 2001 gewann Anderhub gemeinsam mit Christian Reich bei der Bob-Europameisterschaft auf der Kunsteisbahn Königssee die Silbermedaille und nahm an den Bob-Weltmeisterschaften 2001 im heimischen St. Moritz teil. Er bildete gemeinsam mit Urs Aeberhard und Domenic Keller das Anschieberteam von Christian Reich und belegte im Olympia Bob Run St. Moritz–Celerina den dritten Platz.
Vor den Olympischen Spielen 2002 gewann Anderhub im Zweierbob als Anschieber von Christian Reich seinen ersten und einzigen Europameistertitel. Bei den Olympischen Winterspielen in Salt Lake City startete er sowohl im Zweierbob als auch im Viererbob. Während das Team «Schweiz II» bestehend aus Christian Reich, Guido Acklin, Urs Aeberhard und ihm den sechsten Platz belegte, gewann er gemeinsam mit Christian Reich als Team «Schweiz I» hinter dem deutschen Team von Christoph Langen und vor dem Team «Schweiz II» von Martin Annen.

### Nationalturnen
Neben den Bobsport betrieb er auch Nationalturnen, eine Art Mehrkampf. Nachdem er bei den Schweizer Meisterschaften in Nationalturnen mehrere Male den zweiten bzw. dritten Platz belegt hatte, konnte er sich im Jahr 1995 die Schweizer Meisterschaft im Nationalturnen sichern. Im Jahr 1999 konnte er die Eidgenössischen Nationalturntage, welche in Wangen ausgetragen wurden, gewinnen.